# Concepteur de jeux
Ne doit pas être confondu avec Auteur de jeux de société ou Auteur de jeux de rôle.
 (mai 2016).
Si vous disposez d'ouvrages ou d'articles de référence ou si vous connaissez des sites web de qualité traitant du thème abordé ici, merci de compléter l'article en donnant les références utiles à sa vérifiabilité et en les liant à la section « Notes et références ».
Un concepteur de jeux (traduction de l'expression anglaise game designer) est un professionnel, indépendant ou affilié à une compagnie, responsable de la conception d'un jeu (game design). 
Ce terme est apparu autour des années 1990 pour qualifier un métier de l'industrie du jeu vidéo[réf. nécessaire]. Le terme est utilisé dans les métiers du jeu vidéo, mais on le retrouve aussi dans les activités de conception plus traditionnelles, comme les jeux de société (qu’ils usent d’un tablier ou qu’ils soient des jeux de cartes, de rôle, de stratégie, etc.) ; dans le domaine des jeux de société, on parle aussi d’auteur de jeux ou de créateur de jeux.
Un designer de jeu vidéo développe la forme, le concept et la jouabilité (gameplay en anglais). Cela inclut de concevoir le champ du jeu, les spécifications, les propriétés des objets, les règles, etc. Un concepteur de jeu travaille pour un studio de développement de jeu vidéo (qui peut éventuellement être aussi éditeur de jeu vidéo). Certains concepteurs de jeu, dit éditoriaux sont chez l'éditeur pour vérifier que les productions suivent la ligne éditoriale établie.
Avoir de véritables connaissances en programmation ou en art sont aussi très utiles. Anciennement, de nombreux concepteurs de jeux étaient d'anciens programmeurs ou graphistes. De nos jours, les concepteurs proviennent davantage directement d'écoles spécialisées, qui forment au game design.

## Historique
Les premiers jeux vidéo des années 1960 à 1980 étaient essentiellement le résultat d'expérimentations de programmeurs, puisqu'il n'y avait ni marché, ni lieu de vente, ni moyen de gagner de l'argent ainsi. (Les jeux requéraient des ordinateurs coûteux). Certains étaient conçus par des ingénieurs électriques, pour des visites de laboratoire en informatique (OXO, Tennis for Two), d'autres par des étudiants, créant pour eux ou leurs amis. (Spacewar!, Dungeon, etc.).
Quelques rares jeux de cette période, comme Zork ou  Air Warrior ont commencé la transition entre ces métiers. Tôt dans l'industrialisation du jeu vidéo, les concepteurs de jeux étaient les lead programmers, ou le seul programmeur du jeu. Cette personne était même souvent directeur artistique, ce qui fut le cas de Sid Meier, Chris Sawyer ou Will Wright. Une exception à cette logique étant Coleco, qui dès le début, sépara design et programmation.
Lorsque les jeux devinrent plus compliqués, et les plates-formes plus puissantes (permettant plus de fonctionnalités), les deux métiers se séparèrent, le lead programmeur n'ayant plus le temps de concevoir les jeux, certains restant dans cette nouvelle branche, le game design. Cela devint de plus en plus évident avec le temps, et beaucoup de vétérans choisirent le design, déléguant les tâches de programmation à d'autres.
Aujourd'hui il est rarissime de trouver un jeu vidéo où le lead programmer est aussi le lead designer, à part dans quelques jeux aux mécaniques et aux graphismes simples comme Tetris ou Bejeweled [réf. nécessaire]. Avec des jeux de plus en plus complexes, comme les MMORPG, ou des jeux aux budgets de plus en plus forts (notoirement sur les jeux de sport, les designers peuvent être plusieurs dizaines. Dans les plus grosses sociétés, comme Electronic Arts ou Ubisoft, chaque aspect du jeu (contrôles, level design ou véhicules) peut avoir une équipe séparée, avec chef de projet et designer.

## Organisation

### Différents métiers
Il s'agit d'un métier à part entière, dont les contours sont encore mal définis, puisque selon les sociétés il est appelé ou utilisé différemment. Il regroupe quelques réalisations essentielles, souvent séparées en plusieurs métiers dans les grandes structures, comme Ubisoft :
- conception des règles du jeu ou game mecanics en anglais. On parle parfois de gameplay designer ;
- parfois, conception des interfaces. On parle alors parfois d'ergonome ou de GUI designer ;
- c'est à rapprocher de celui qui conçoit les niveaux, le level designer.

En général, le métier de concepteur de jeux est rarement le premier emploi dans le domaine du jeu vidéo. Il faut commencer dans un autre corps de métier, comme la programmation, le graphisme, le level design ou le test. Car il s'agit de personnes possédant des qualités assez empiriques.

### Hiérarchie
Souvent, lorsqu'un projet dispose d'une équipe nombreuse, au sein des concepteurs de jeux est nommé un lead. Il s'agit souvent de la personne la plus expérimenté et talentueuse. Le chef de projet lui délègue une partie des décisions, en confiance, dans son domaine. C'est également, au sein de l'entreprise, la reconnaissance d'une expérience et d'une maîtrise, dans cette spécialité. Les concepteurs de jeux « junior » eux, s'occupent de parties très petites et localisées du jeu, sous la responsabilité d'un concepteur de jeux.
L'équilibre des pouvoirs est très différent entre le concepteur de jeux et le chef de projet, suivant l'entreprise qui les emploie, et ses usages. Les deux postes sont d'ailleurs parfois fusionnés, rappelant alors le réalisateur du cinéma mais qui porte le titre de Directeur Créatif. C'est le cas actuellement chez Étranges Libellules, un studio de développement français.
Si le chef de projet est le chef d'orchestre du jeu, le concepteur de jeux en est le diapason. Donc de fait, le concepteur de jeux propose mais n'impose pas, la force décisionnaire restant généralement au chef de projet, à cause des impératifs du projet. Sans formalisme, il est dur de communiquer au sein d'une équipe, et de faire un jeu compréhensible, et dans les contraintes d'un projet. Le concepteur de jeux est donc l'allié nécessaire du chef de projet.

### Outils
La communication passe par la réalisation d'un document expliquant aux autres membres du projet les éléments du game design. Il s'appelle le game design document (GDD) ou game documentation (GameDoc) et contient la totalité des éléments de règle et d'interface qui permettent de fabriquer le jeu. Ce travail de conception est en général réalisé par des concepteurs de jeux mais aussi des directeurs artistiques, des scénaristes ou encore un chef de projet.
Afin de communiquer sur son travail au sein de son entreprise, les concepteurs de jeux (games designers) sont parfois amenés à réaliser des one page aussi appelées game concept. Dans tous les cas, il lui faut communiquer sur ses documents, et se mettre énormément à la place de ses collaborateurs techniques.

## Formation
Avec une industrie du jeu vidéo qui se professionnalise, il existe désormais des écoles qui forment à ce métier. Étant souvent soutenues par une société, des partenariats professionnels, internationaux, ou par un courant du jeu vidéo, ces écoles définissent le poste de concepteur de jeux selon le statut que leur donne leur partenariat, ce qui conditionne donc leur vision du métier.
Au Japon, NCC est une des écoles les plus réputées et titrées (Tokyo Game Show), qui forme au métier de Game Designer, en partenariat avec de nombreuses entreprises japonaises dont Nintendo, Sega, Square Enix et Sony CE.

## Paternité
D'un point de vue légal, le concepteur de jeux n'est généralement pas reconnu pour être un auteur. Il est salarié, mais est souvent considéré publiquement comme auteur. Il y a souvent le même débat sur cette question entre le développeur ou l'éditeur, l'un arguant de sa responsabilité artistique, l'autre financière.
Pourtant certaines sociétés ou associations poussent à reconnaître le concepteur de jeux comme tel. Le débat est donc ouvert, d'autant que certains concepteurs de jeux pourraient mériter ce titre.
C'est à ce propos que plusieurs concepteurs de jeu vidéo ont été récompensés par le titre de chevalier de l'ordre des Arts et des Lettres, en France.
Certains profitent néanmoins d'un statut proche de celui d'un auteur vedette comme les japonais Shigeru Miyamoto et Hideo Kojima ou les américains Sid Meier et Warren Spector.
Pourtant, le concepteur de jeux n'est généralement pas décideur seul sur son projet, d'autres impératifs, financiers notamment (comme l'industrialisation du jeu vidéo), prenant souvent le pas, à l'initiative notamment du chef de projet, qui lui-même ne fait qu'exécuter les choix de l'éditeur et de l'équipe marketing. Ce qui revient pour le chef de projet à être « entre le marteau et l'enclume » : l'éditeur qu'il faut savoir écouter, et l'équipe créative qu'il faut savoir concilier.

## Dans les jeux classiques
Dans les jeux « non vidéo » (comme les jeux de société dont les jeux de rôle), il existe aussi des concepteurs.
Les équipes sont généralement plus réduites, les points cruciaux de la conception ne sont pas forcément les mêmes. L'histoire est généralement moins développée, alors que les cycles de jeux et l'équilibre général sont très surveillés. La qualité et la clarté de rédaction des règles est également cruciale.
Certains concepteurs ont acquis une certaine notoriété :
- Richard Garfield, concepteur de jeux de cartes à collectionner (dont Magic : l'assemblée et Netrunner) et jeux de plateaux divers, comme RoboRally ;
- Gary Gygax et Dave Arneson, créateurs de Donjons et Dragons ;
- Charles Darrow, créateur du Monopoly ;
- Alfred Butts, créateur du Scrabble.